# You Can’t Deny It
A You Can't Deny It című dal a brit énekesnő-dalszerző Lisa Stansfield 4. és egyben utolsó  kimásolt kislemeze az Affection című stúdióalbumról. A dalt Stansfield, Ian Devaney és Andy Morris írta. A dalhoz készült remixeket Gail "Sky" King és Yvonne Turner készítették. A kislemezt az Arista Records jelentette meg 1990. május 2-án. Észak-Amerikában a 2. kislemez volt az albumból.
A "You Can't Deny It" című dal pozitív visszajelzéseket kapott a zenekritikusoktól, és kereskedelmileg sikeres volt. A dalhoz készült videoklipet Steve Lowe és Jimmy Fletcher rendezte.
A 2003-ban megjelent Biography: The Greatest Hits című válogatásalbum Észak-Amerikai kiadásán is megtalálható volt a dal, valamint a dal remixei az "Affection" deluxe 2CD és DVD változatán is szerepel, valamint a People Hold On ... The Remix Anthology és a The Collection 1989-2003 című válogatás lemezekre is felkerült. 2014-ben a dal szintén hallható volt a "Seven" és a "Seven+" deluxe kiadásain.

## Megjelenés
A "You Can't Deny It" a második kimásolt kislemez volt Észak-Amerikába, mely 1990. május 2-án jelent meg. A dalt Japánban is megjelentették június 21-én. A kislemez két korábban ki nem adott dalt is tartalmazott: a "Lay Me Down" és "Something's Happenin'" címűeket.
1990. szeptemberében mielőtt Stansfield elkezdte volna európai turnéját, megjelent a This Is the Right Time / "You Can't Deny It" kislemez US remixe, melyet néhány európai országban is megjelentettek.

## Kritikák
A Billboard kritikusa megjegyezte, hogy Stansfield ezzel a dallal közelebb kerül ahhoz, hogy sztárrá válljon. A The Gavin Report úgy gondolta, hogy Stansfield debütáló albuma rengeteg választási lehetőséget ad a stílusok közötti váltáshoz, és ez a dal egy kedves példa ahhoz, hogy örvénylő, kifinomult soul dal. Nem tagadható, hogy ő a legígéretesebb az új művészek között. Amy Linden a Rolling Stone kritikusa megjegyezte, hogy Stansfield felidézi Deniece Williamet, de a dolgát saját stílusában folytatja, egy kis brit hűvös stílusú dallal.

## Sikerek
A "You Can't Denny It" sláger lett az Egyesült Államokban, és a 14. helyet sikerült megszereznie a Billboard Hot 100 listán, valamint 1. lett a Hot R&B / Hip-Hop listán. A Dance Club Songs listán a 2. helyezést érte el, és az Adult Contemporary listán a 26.helyig jutott.
Kanadában a 14. lett a Top Singles és Adult Contemporary listán, és 2. a Dance slágerlistán.

## Számlista
| US 7" single / Japán CD single 1. "You Can't Deny It" (Single Version) – 4:32 2. "Lay Me Down" – 4:21 US CD single 1. "You Can't Deny It" (Single Version) – 4:32 2. "Lay Me Down" – 4:21 3. "Something's Happenin'" – 3:57 US 12" single 1. "You Can't Deny It" (Extended Version) – 7:53 2. "You Can't Deny It" (Single Version) – 4:21 3. "You Can't Deny It" (Sky King Mix) – 8:21 4. "Lay Me Down" – 4:16 US promóciós 12" single 1. "You Can't Deny It" (Extended Short Version) – 5:04 2. "You Can't Deny It" (Extended Long Version) – 7:53 3. "You Can't Deny It" (Sky King Mix) – 8:21 4. "You Can't Deny It" (Percapella) – 4:14 US promóciós 12" single 1. "You Can't Deny It" (Extended Remix) – 7:39 2. "You Can't Deny It" (Dubmental) – 6:47 3. "You Can't Deny It" (R&B Radio Remix) – 5:01 4. "You Can't Deny It" (Silky Sax Mix) – 7:39 | Európai 7" kislemez 1. "You Can't Deny It" (US Mix) – 4:22 2. "This Is the Right Time" (US Mix) – 4:12 Európai CD single 1. "This Is the Right Time" (US Mix) – 4:12 2. "You Can't Deny It" (Yvonne Turner Mix) – 6:08 3. "This Is the Right Time" (Shep Pettibone Mix) – 6:33 Európai 12" single 1. "This Is the Right Time" (Shep Pettibone Mix) – 6:33 2. "This Is the Right Time" (Yvonne Turner Mix) – 7:51 3. "You Can't Deny It" (Yvonne Turner Mix) – 6:08 Egyéb mixek 1. "You Can't Deny It" (24/7) – 4:22 |

## Slágerlista
| Slágerlista (1990)                     | Legjobb helyezések |
| -------------------------------------- | ------------------ |
| Kanada Top Singles (RPM)               | 14                 |
| Kanada Adult Contemporary Tracks (RPM) | 14                 |
| Canada Dance (RPM)                     | 2                  |
| US Billboard Hot 100                   | 14                 |
| US Adult Contemporary (Billboard)      | 26                 |
| US Hot Dance Club Songs (Billboard)    | 2                  |
| US Hot R&B/Hip-Hop Songs (Billboard)   | 1                  |

| Slágerlista (1990)                   | Helyezés |
| ------------------------------------ | -------- |
| Canada Dance (RPM)                   | 16       |
| US Dance Club Songs (Billboard)      | 36       |
| US Hot R&B/Hip-Hop Songs (Billboard) | 58       |